# Fishnet

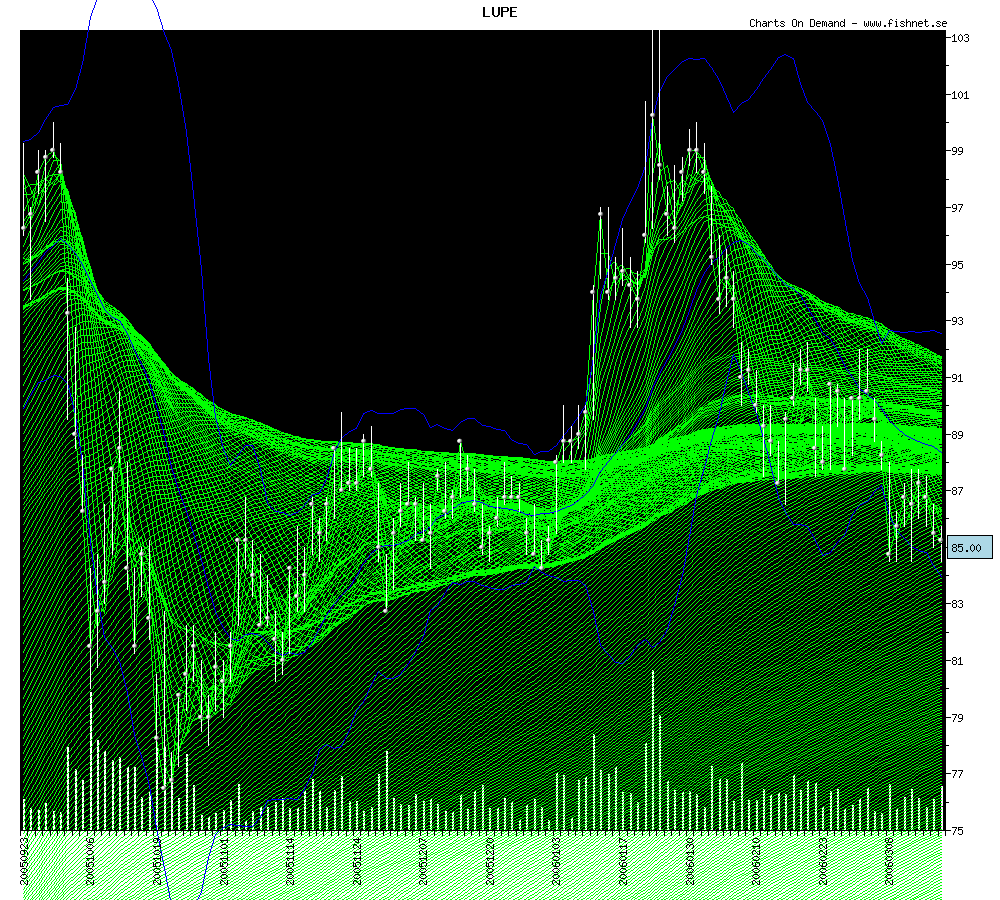
Exempel på en Fishnetgraf (Lundin Petroleum)

FishNet-grafer är en teknisk analysmetod för att studera aktiers och andra finansiella instruments rörelse över tiden, och utläsa relevanta stöd- och motståndsnivåer.
FishNet är, av dess upphovsman och utvecklare CeGe von Reis, registrerat varumärke för FishNet analysmetoder, metodbeskrivningar och grafiska redovisningar. CeGe von Reis (1948-2017) var även känd som redaktör för finansdebattsidan VCW där han ibland även skrev FishNet-analyser under sin privata signatur CGvR.
Den vanligast förekommande FishNet-grafen byggs upp av ett stort antal medelvärdespunkter, vilka med fördel kan bindas samman av exempelvis glidande medelvärdeskurvor vilka ger en god grafisk bild. Det är inte de glidande medelvärdeskurvorna i sig som analyseras (vilket är en vanlig missuppfattning), utan alla enskilda medelvärdespunkternas samverkan i kluster till speciella formationer och strukturer som utmärker analysmetoden.